# Dendrocalamus detinens
Dendrocalamus detinens là một loài thực vật có hoa trong họ Hòa thảo. Loài này được (R.Parker) H.B.Naithani & Bennet mô tả khoa học đầu tiên năm 1991.